# Sanguinet
Sanguinet là một xã, thuộc tỉnh Landes trong vùng Nouvelle-Aquitaine. Xã này có diện tích 81,43 km², dân số năm 2006 là 2895 người. Xã này nằm ở khu vực có độ cao trung bình 25 mét trên mực nước biển.
Danh xưng dân địa phương trong tiếng Pháp là Sanguinetois.

## Biến động dân số
| Năm | 1962  | 1968  | 1975  | 1982  | 1990  | 1999  | 2006  |
| --- | ----- | ----- | ----- | ----- | ----- | ----- | ----- |
| Dân số | 1 130 | 1 334 | 1 364 | 1 368 | 1 695 | 1 982 | 2 895 |
| From the year 1962 on: No double counting—residents of multiple communes (e.g. students and military personnel) are counted only once. |       |       |       |       |       |       |       |